# Jeolpyeon

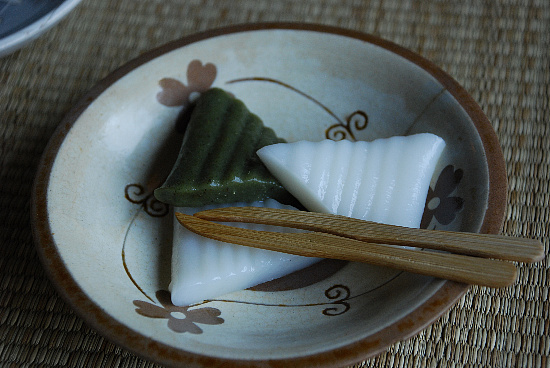
Jeolpyeon

Jeolpyeon (절편) es un tipo de pastel de arroz (tteok) de Corea. Están hechos de masa de arroz en polvo que se cuece al vapor y se le trazan dibujos. Se le suele llamar surichwitteok servidos durante los festivales tradicionales de Corea, tales como el Dano.